# Aethalida banggaiensis
Aethalida banggaiensis là một bướm đêm thuộc họ Erebidae. Nó được miêu tả bởi Nieuwenhuis vào năm 1948. Nó được tìm thấy ở đảo Banggai.